# SGL Carbon
SGL Carbon SE est une entreprise européenne basée en Allemagne. C’est un des leaders mondiaux dans la fabrication de produits dérivés du carbone. Son portefeuille de produits comprend des matériaux et solutions en carbone et graphite de synthèse, ainsi que des fibres de carbone et des composites.
Avec 29 sites à travers le monde (16 en Europe, 8 en Amérique du Nord et 5 en Asie) et un réseau de services dans plus de 100 pays, SGL Carbon opère à l’échelle mondiale. Le siège social de l’entreprise est basé à Wiesbaden, en Allemagne.
L’entreprise est cotée depuis 1995, d’abord sur le MDAX et depuis septembre 2014 sur le SDAX. Elle a généré un chiffre d’affaires de 919 millions d’euros en 2020 pour des effectifs de 4 837 personnes à l’échelle mondiale.

## Historique
SGL Carbon AG est née en 1992 d’une fusion entre la société allemande SIGRI GmbH et la société américaine Great Lakes Carbon, fondée par George Skakel.
L’origine de SIGRI remonte à la création de la Gebr. Siemens & Co (Gesco), fondée à Berlin en tant que filiale de Siemens AG en 1878. L’entreprise produisait alors des électrodes en graphite ainsi que des mines de fusain. En 1920, SIGRI construit une usine à Meitingen (Bavière) et en 1928 fusionne avec Plania Werke AG für Kohlefabrikation, à Ratibor (Haute-Silésie), pour former la nouvelle entité : Siemens Planiawerke AG für Kohlefabrikate.
Pendant la Seconde Guerre mondiale, la société produit des ailerons de dérive réfractaires en graphite pour les missiles V2. Après la Deuxième Guerre mondiale, l’usine de Meitingen de Siemens Plania Werke AG für Kohlefabrikate fusionne avec la Chemische Fabrik Griesheim et devient Siemens Plania Chemisches Werk Griesheim. Hoechst AG en acquiert la majorité en 1953. En 1967, Siemens Planiawerke fusionne avec les activités de production d’électrode de Hoechst AG, et Siemens AG für Kohlefabrikate devient actionnaire majoritaire de l’entreprise chimique Incorporée à Siemens Plania Chemisches Werk Griesheim et d’autres entreprises de Hoechst AG, elle est rebaptisée SIGRI Elektro-Graphit GmbH. Puis, en 1985, elle prend le nom de SIGRI GmbH. En 1989, l’entreprise, devenue alors la propriété à 100% de Hoechst AG, fusionne avec Ringsdorff, basée à Bonn.
Après la fusion avec Great Lakes Carbon, en 1992, puis en 1993 avec les activités graphite de Pechiney (les filiales Cegram en Belgique, Genosa en Espagne, et Sers à Chedde, en Haute-Savoie, Hoechst détient une part de 59% dans la nouvelle entité, Horsehead Industries 30% et Pechiney 11%. L’entreprise devient SIGRI Great Lakes Carbon GmbH. En 1995, à la suite de la restructuration du groupe Hoechst, SGL Carbon AG est introduite à la Bourse de Francfort, Hoechst conservant une participation. L’année suivante, elle devient totalement indépendante de Hoechst et 100% du capital est alors coté sur le New York Stock Exchange, aux Etats-Unis, jusqu’à son retrait en 2007.
En 2017, à la suite d’un réalignement stratégique, SGL Group vend son activité d’électrodes en graphite au Japonais Showa Denko, ainsi que son activité de cathodes, de garnitures de four et d’électrodes en carbone (CFL/CE) au fonds d’investissement Triton Partners, basé à Francfort.
Début 2018, SGL Carbon vend sa participation de 51% dans la co-entreprise SGL-Kümpers à son partenaire Kümpers GmbH.
La même année, SGL Carbon acquiert la participation de Benteler AG dans la co-entreprise Benteler-SGL et devient le seul propriétaire. Le groupe annonce également l’acquisition graduelle des parts de BMW dans la co-entreprise SGL Automotive Carbon Fibers (ACF).

## Structure du groupe
L’entreprise comprend comme organes dirigeants un conseil d’administration qui suit le principe d’une holding de gestion et agit comme une entité juridiquement indépendante (SGL Carbon SE) et un conseil de surveillance.
La structure actionnariale est composée du capital flottant (45%) et d’investisseurs principaux : SKion GmbH (27,46%), BMW AG (18,44%), et Volkswagen AG (7,41%).

## Produits/applications et marchés
L’activité opérationnelle se divise en deux divisions d’exploitation : systèmes et matériaux en graphite (GMS) et composites-fibres et matériaux (CFM).
La division GMS opère principalement dans le domaine des graphites de spécialités. Les principales industries clientes des divers produits et solutions sont l’équipement de production, l’automobile, l’industrie chimique, l’électronique, l’énergie, les batteries, la protection environnementale, les semi-conducteurs, les LED, la construction de fours industriels, l’ingénierie mécanique, la technologie médicale, la pharmacie, ainsi que l’industrie nucléaire.
Le portefeuille de produits de la division CFM comprend les fibres de carbone, les composants de systèmes de freins (disques) et d’embrayage, ainsi que des matériaux et composants en composite. L’objectif de cette branche d’exploitation est le développement et le lancement sur le marché de solutions, matériaux et produits. La demande est actuellement forte, en particulier pour les matériaux composites, en raison de leur caractéristique de légèreté d’une part et leur résistance à de fortes charges d’autre part. De plus, ils sont résistants à la corrosion et ne se dilatent que très peu à la chaleur. Les secteurs en forte demande sont notamment ceux de l’aérospatiale, de l’automobile, l’ingénierie mécanique et les équipements de procédés, la technologie médicale, ainsi que la production d’énergie (éoliennes) et les équipements sportifs.
Un carbone issu du lignite, produit par SGL Carbon, s'est révélé très efficace dans l'absorption de la diéthylamine et la méthyldiéthylamine.

## Sites de production et réseau de distribution
SGL Carbon dispose d’un total de 31 sites de production (17 en Europe, 8 en Amérique du Nord et 6 en Asie).
En Allemagne, en plus du siège basé à Wiesbaden, l’entreprise dispose de cinq sites de production situés à Meitingen, Bonn, Wackersdorf, Limburg et Willich.
En France, le groupe dispose de deux sites, l’un de production de graphite de spécialité situé à Passy (Haute-Savoie), l’autre spécialisé dans l’usinage des blocs de graphite, à Saint-Martin d’Hères (Isère).
SGL Carbon dispose d’un large réseau de distribution et de services avec lequel il sert ses clients dans une centaine de pays dans le monde.

## Procédure antitrust dans le cartel des électrodes
SGL Carbon a été l’une des huit entreprises accusées d’avoir monté une entente sur le marché des électrodes en graphite pour les fours à arc électrique entre juillet 1992 et juin 1997, et qui furent sanctionnées lors d’une procédure antitrust lancée aux États-Unis, puis par la Commission européenne. L’objectif du cartel visait à fixer les prix et à allouer les volumes de ventes aux États-Unis et dans le monde.
Aux États-Unis, la société plaide coupable et doit verser une amende de 135 millions de dollars.
En Europe, huit sociétés spécialisées dans la production d’électrode en graphite, dont les deux plus importantes, SGL Carbon AG et UCAR International (aujourd’hui Graftech International Ltd.), furent condamnées en 2001 par la Commission européenne à verser des amendes d’un montant total de 218,8 M€ (dont 80,2 M€ pour SGL Carbon).
Afin de se protéger contre les paiements en dommages-intérêts pour entente sur les prix, SGL Carbon s’est placé sous le régime de la loi sur les faillites (Chapitre 11) aux Etats-Unis (sauvegarde) mais une Cour d’appel fédérale (troisième circuit) a rejeté sa demande, estimant que l’entreprise était solvable, même face aux demandes anticipées de réparation.

## Sponsoring
SGL Carbon fut le principal sponsor de l’équipe cycliste allemande lors des J.O. de Pékin en 2008 et a donné son nom au stade de football de l’équipe allemande du FC Augsburg dans la première division du championnat allemand de 2011 et 2015.